# Atalaya (Espagne)
Pour les articles homonymes, voir Atalaya.
Atalaya est une commune d’Espagne, dans la province de Badajoz, communauté autonome d'Estrémadure.